# Scamboneura subdotata
Scamboneura subdotata är en tvåvingeart som beskrevs av Alexander 1931. Scamboneura subdotata ingår i släktet Scamboneura och familjen storharkrankar. Inga underarter finns listade i Catalogue of Life.